# 처명
처명(處明, 생몰년 미상)은 고려 말기의 무장이다.
요동 동녕부(東寧府)의 무장으로 기철의 아들 기사인테무르를 따랐으며 공민왕 19년(1370년) 고려의 지용수, 이성계 등이 지휘한 1차 요동 정벌 당시 요양(遼陽)을 지키고 있었다.
압록강을 건너 요양으로 진군하던 이성계는 우라산성에서 항복한 전 동녕부동지(東寧府同知) 이원경(李原景, 이오로첩목아)를 시켜 "너를 죽이기는 쉽지만 살려서 기용하고 싶으니 항복하라"는 뜻을 재차 전했지만 처명은 두 번 모두 따르지 않았다. 이에 이성계는 화살 두 대를 쏘아 한 발은 처명의 투구, 한 발은 처명의 한쪽 다리를 맞혔다. 처명은 화살을 맞고 달아났다가 다시 나타나 고려군에 맞섰고, 이성계는 이원경을 통해 "이번에는 네 얼굴에 화살을 맞히겠다"며 항복을 권유해, 처명이 말에서 내려 머리를 숙이고 항복하게 되었다고 한다.
이후 처명은 이성계의 휘하로 활약하면서 공민왕 21년(1372년) 6월 동북면에 침입한 왜구를 막으러 화령부윤으로 부임해 가는 이성계를 따랐으며, 우왕 6년(1380년)의 황산 전투에서도 이성계의 말 앞에서 싸워 공을 세웠다. 당시 이성계가 자신을 쏘아 맞혔던 상처를 볼 때마다 눈물을 흘렸다고 한다.

## 참고 문헌
- 고려사
- 태조실록